# Левковицький Млинок
Левко́вицький Млино́к — село в Україні, в Коростенському районі Житомирської області. Входить до складу Овруцької міської громади. Населення становить 38 осіб.